# Full Members Cup
La Full Members Cup va ser una competició futbolística anglesa disputada entre 1985 i 1992. Va ser també coneguda pel nom dels seus patrocinadors Simod Cup (1987-89) i Zenith Data Systems Cup (1989-92).
La competició fou creada després del desastre de Heysel, i la posterior suspensió als clubs anglesos de participar en les competicions europees. La disputaven els clubs de les dues màximes categories (d'aquí el nom de la competició que fa referència als clubs amb tots els drets de la Football League, ja que els clubs de les categories inferiors eren membres associats). La competició no va ser presa amb molta seriositat, principalment pels clubs grans.

## Historial
- 1986 - Chelsea 5 Manchester City 4
- 1987 - Blackburn Rovers 1 Charlton 0
- 1988 - Reading 4 Luton 1
- 1989 - Nottingham Forest 4 Everton 3 (pròrroga)
- 1990 - Chelsea 1 Middlesbrough 0
- 1991 - Crystal Palace 4 Everton 1
- 1992 - Nottingham Forest 3 Southampton 2